# ポンテヌーレ
ポンテヌーレ（伊: Pontenure）は、イタリア共和国エミリア＝ロマーニャ州ピアチェンツァ県にある、人口約6,500人の基礎自治体（コムーネ）。
当初はボッビオの聖コロンバーノ修道院領に、11世紀以降はピアチェンツァの聖サビノ修道院領（ベネディクト会）に属していた。

## 地理

### 位置・広がり

#### 隣接コムーネ
隣接するコムーネは以下の通り。
- カデーオ
- カオルソ
- カルパネート・ピアチェンティーノ
- コルテマッジョーレ
- ピアチェンツァ
- ポデンツァーノ
- サン・ジョルジョ・ピアチェンティーノ

### 気候分類・地震分類
ポンテヌーレにおけるイタリアの気候分類 (it) および度日は、zona E, 2670 GGである。
また、イタリアの地震リスク階級 (it) では、zona 3 (sismicità bassa) に分類される。

## 行政

### 分離集落
ポンテヌーレには、以下の分離集落（フラツィオーネ）がある。
- Muradello, Paderna, Valconasso